# Анохин, Анатолий Александрович
Анатолий Александрович Анохин (1 июня 1942, Гороховец, РСФСР — 29 октября 2021, Санкт-Петербург) — географ, экономикогеограф, доктор географических наук (1987), профессор, член Президиума РГО (2000).

## Биография
Родился 1 июня 1942 года в Гороховце Ивановской области (с 1944 года — во Владимирской области).
В 1959—1964 годах обучался на географическом факультете Ленинградского государственного университета.
В 1965 году — ассистент Новгородского педагогического института.
В 1967 году был переведён в ЛГУ, младший научный сотрудник Научно-исследовательского института географии.
С 1968 года — ассистент кафедры экономической и социальной географии ЛГУ.
В 1972 году защитил кандидатскую диссертацию, посвящённую исследованию региональных особенностей демографических процессов.
В 1987 году защитил докторскую диссертацию, в которой были разработаны теоретические основы географических исследований социальных различий в СССР.
С 1989 года — профессор кафедры экономической и социальной географии ЛГУ.
С 1997 года — заведующий кафедрой экономической и социальной географии СПбГУ.
Умер 29 октября 2021 года.

## Основные работы
Общее число публикаций — 101, в том числе 3 монографии.
- Географическое пространство социального мира // Юбилей факультета географии и геоэкологии (80 лет), специальный выпуск СПбГУ, 2005.
- Подход и метод в социально-экономической географии // Известия ВГО, 1984, Т.116, Вып.6, с.500-506.
- Проблемы структуризации общественной географии В кн. «География в системе наук». Л., 1987, с. 174—185.
- Региональные проблемы социального развития" под ред. С. Б. Лаврова, Л. Изд-во ЛГУ 1986.
- Российская Федерация в кн. «Экономическая, социальная и политическая география мира. Регионы и страны» Учебник, М.: Гардарика, 2002, с. 164—224.